# The Simpsons: Bartman Meets Radioactive Man
The Simpsons: Bartman Meets Radioactive Man est un jeu vidéo sorti en décembre 1992 sur NES et Game Gear. Développé par Imagineering et édité par Acclaim, ce jeu est basé sur la série télévisée Les Simpson,.

## Histoire
Un soir, dans sa cabane. Bart s'aperçoit que Radioactive Man n'apparaît pas dans sa propre BD. C'est alors que surgit Fallout boy qui lui explique que Radioactive man est coincé dans une dimension parallèle créée par Brain-o et ses compères. Bartman devient leur dernier espoir.

## Niveaux
Il y a 4 niveaux dans le jeu :
- Swamp Hag's Junkyard Of Doom
- The Water-logged Lair Of Dr.Crab
- 20.000 Miles Under The Earth
- Brain-o The Magnificent

## Note
C'est le troisième et dernier jeu des Simpson sorti sur NES et l'avant-dernier sorti sur Game Gear.